# Vysoké
Vysoké är en ort i Tjeckien.   Den ligger i regionen Vysočina, i den centrala delen av landet, 120 km sydost om huvudstaden Prag. Vysoké ligger 633 meter över havet och antalet invånare är 119.
Terrängen runt Vysoké är platt åt sydväst, men åt nordost är den kuperad. Runt Vysoké är det ganska tätbefolkat, med 160 invånare per kvadratkilometer. Närmaste större samhälle är Žďár nad Sázavou Druhy, 2,5 km väster om Vysoké. Omgivningarna runt Vysoké är en mosaik av jordbruksmark och naturlig växtlighet.